# Stazione di Nuvolera
La stazione di Nuvolera fu una stazione ferroviaria della Rezzato-Vobarno, a servizio dell'omonimo comune.

## Storia
La stazione fu aperta all'esercizio il 16 maggio 1897 assieme al primo tronco Rezzato-Tormini.
Lungo il suo arco di vita, la stazione seguì tutte le vicende societarie della linea ferroviaria: fino al 1904 fu gestita dalla Società Anonima per la ferrovia Rezzato-Vobarno e Valle Sabbia (FRVVS), dal 1904 al 1909 dalla Società Anonima per la Ferrovia Rezzato-Vobarno-Caffaro, quindi dalla provincia di Brescia fino alla prima guerra mondiale, quando l'esercizio passò alle Ferrovie dello Stato (FS). Nel 1921, fu ceduta dalla provincia alla Società Elettrica Bresciana (SEB), che gestiva la rete tranviaria extraurbana di Brescia. Nel 1930, la SEB costituì una nuova società anonima, la Ferrovia Rezzato-Vobarno (FRV), che prese in carico la gestione della ferrovia.
A partire dal 24 agosto 1931 fino al 10 luglio 1954, la stazione fu servita anche dai tram elettrici della Brescia-Salò. Il servizio passeggeri ferroviario fu mantenuto fino alla seconda guerra mondiale.

## Strutture e impianti
La stazione era dotata di un fabbricato viaggiatori, dello stesso stile delle altre della linea come Prevalle, Tormini Scalo e Vobarno Ferriera, e di un piano caricatore. Al 2023, entrambe le strutture risultano demolite e il loro spazio è stato occupato dalla variante della ex statale 45 bis Gardesana Occidentale.
Il piazzale era composto da due binari: quello di raddoppio aveva una capacità di ventuno carri ed era raccordato al piano caricatore. 

## Movimento
La stazione fu servita dai treni accelerati e misti della relazione Rezzato-Vobarno Ferriera. Tra il 1931 e il 1954, fu anche fermata dei tram della Brescia-Salò.